# Soap (televisieserie)

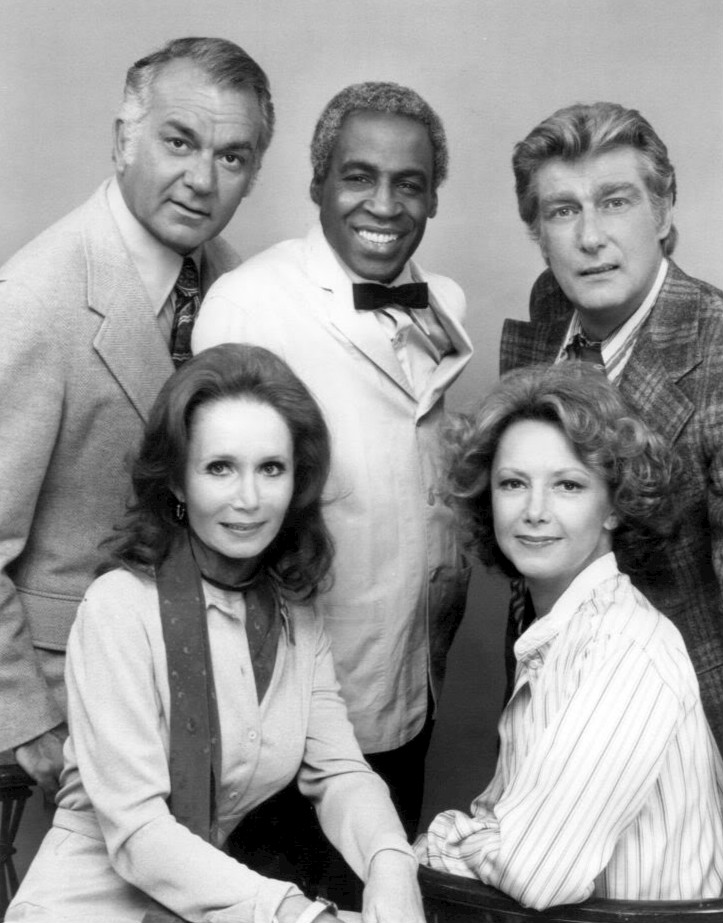
De Campbells en de Tates in Soap (1977)

Soap is een Amerikaanse comedyserie, die geheel voldoet aan het model van een soapserie, maar daar tegelijkertijd een parodie op is. Soap werd oorspronkelijk van 1977 tot 1981 door ABC uitgezonden en kwam ook op de Nederlandse televisie.
Soap was controversieel in zijn tijd, wat onder andere tot uitdrukking kwam in het feit dat het een van de eerste series was waarin een homoseksuele hoofdrol voorkwam. Deze rol, die als Jodie Dallas, werd gespeeld door Billy Crystal, die daarmee doorbrak als acteur.
Het verhaal speelde zich af rond het leven van twee zussen. Elke aflevering begon met de verteller: "This is the story of two sisters: Jessica Tate and Mary Campbell". Jessica en haar familie behoorden tot de gefortuneerden en hadden een butler, Benson (Robert Guillaume). Die verliet Soap in 1979 om een hoofdrol te gaan vertolken in de spin-off Benson.
De serie zit vol dwaze incidenten en affaires. Verhoudingen met congresleden en priesters, verbindingen met de maffia, allerlei overspelsituaties, moord, een ontvoering door aliens, een buikspreker en de opname van Burt Campbell in een inrichting.

## Rolverdeling
De Tates
- Katherine Helmond - Jessica Tate
- Robert Mandan - Chester Tate
- Jimmy Baio - Billy Tate
- Diana Canova - Corinne Tate Flotsky
- Sal Viscuso - Father Timothy Flotsky
- Arthur Peterson, Jr. - The Major
- Jennifer Salt - Eunice Tate-Leitner
- Donnelly Rhodes - Dutch Leitner
- Robert Guillaume - Benson DuBois
- Nancy Dolman - Annie Selig Tate
- Roscoe Lee Browne - Saunders

De Campbells
- Cathryn Damon - Mary Campbell
- Richard Mulligan - Burt Campbell en X-23 (Alien Burt)
- Jay Johnson - Chuck and Bob Campbell
- Robert Urich - Peter Campbell
- Ted Wass - Danny Dallas
- Billy Crystal - Jodie Dallas
- Dinah Manoff - Elaine Lefkowitz-Dallas
- Jenna Kay Starr - Wendy Dallas